# Ahmad Ali Jaber
Ahmad Ali Jaber (in arabo أحمد علي جابر‎?; Baghdad, 2 agosto 1982) è un ex calciatore iracheno, di ruolo portiere.

## Carriera

### Club
Ha giocato nel campionato iracheno e iraniano.

### Nazionale
Con la maglia della Nazionale ha vinto l'edizione del 2007 della Coppa d'Asia.

## Palmarès

### Nazionale
- Coppa d'Asia: 1

2007